# アスチュート級原子力潜水艦
アスチュート級原子力潜水艦（アスチュートきゅうげんしりょくせんすいかん、Astute class submarine）は、イギリス海軍が運用する攻撃型原子力潜水艦である。ステルス性、センサーや武装面で世界で最も強力な原子力潜水艦の一つに数えられる。
1番艦は2010年に就役した。

## 概要
本艦級は、当初スウィフトシュア級を代替するために建造されたものであったが、予算超過などで建造が遅れたため、スウィフトシュア級は先に退役してしまった。就役後はトラファルガー級を代替する予定である。
また、建造の遅延だけにとどまらない多くの建造上・性能上の問題が発覚している。2010年8月に就役した1番艦アスチュートについて、2010年12月の英『ガーディアン』紙の報道によれば、通常航行中の浸水、船体の腐食、安全基準を満たさないコンピューター基盤の設置、原子炉への誤った品質の鉛の使用などが発生していたと報じた。報道によれば、浸水は設計と異なる材料で製造された弁の使用に起因しており、原子炉への誤った品質の鉛の使用は原子炉の状態把握に問題を生じさせる可能性があるものであって、建造上の深刻な問題だった。
また、計画上アスチュート級の最高速力は32ノットとなっていたが、英国防省はアスチュート級の最高速力を29ノット以上と公表しているのは、実は32ノットを発揮できないためだ、とする内部情報に基づく報道が相次ぎ、2番艦アンブッシュが進水すると、最高速力は秘密事項であるとして国防省は公表を拒否したが、これには計画値未達の隠蔽の疑惑がもたれている。

## 特徴
本級は潜水艦戦闘システム(SMCS,submarine combat system)を発展させたアステュート戦闘管理システム(ACMS,astute combat management system)を搭載してセンサーからの情報を複合的に活用できる。また、各種ミサイルと魚雷を有し、対潜任務、対艦任務、対地任務のいずれにも対応できる能力を有するとされる。
本級は動力源となる原子炉としてPWR2型原子炉を搭載している。これは本来ヴァンガード級弾道ミサイル原子力潜水艦向けに開発されたものであり、本級のような攻撃型原子力潜水艦用としては過大なものであるため、船体後部が大きく膨らんだ形状をしており、最高速力未達の問題に関係している可能性がある。
戦略ミサイル潜水艦のヴァンガード級の支援任務にも利用される予定。
同艦の制御系統には商用オフザシェルフが多用され、市販品と同じ光ファイバーやCPUが使われている。

## 同型艦
| 番号 | 艦名                         | 起工            | 進水           | 就役           | 現状   |
| ---- | ---------------------------- | --------------- | -------------- | -------------- | ------ |
| S119 | アスチュート HMS Astute      | 2001年 1月31日  | 2007年 6月8日  | 2010年 8月27日 |        |
| S120 | アンブッシュ HMS Ambush      | 2003年 10月22日 | 2011年 1月6日  | 2013年 3月1日  |        |
| S121 | アートフル HMS Artful        | 2005年 3月11日  | 2014年 5月17日 | 2016年 3月18日 |        |
| S122 | オーディシャス HMS Audacious | 2009年 3月24日  | 2017年 4月28日 | 2020年 4月3日  |        |
| S123 | アンソン HMS Anson           | 2011年 10月13日 | 2021年 4月20日 | 2022年 8月31日 |        |
| S124 | アガメムノン HMS Agamemnon   | 2013年 7月18日  | 2024年 10月3日 | 2025年予定     | 艤装中 |
| S125 | アキリーズ HMS Achilles      | 2018年 5月      |                | 2026年予定     | 建造中 |

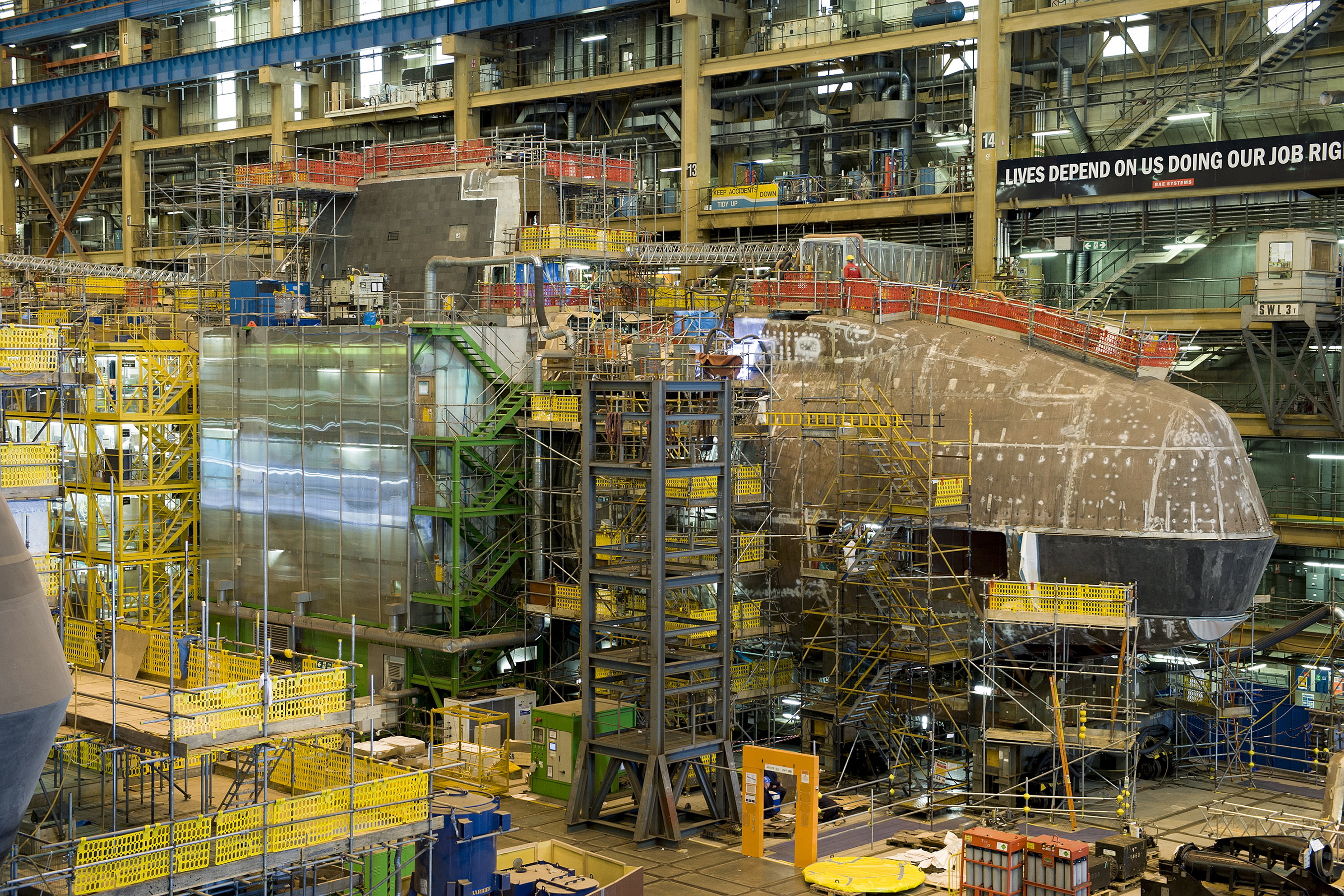
オーディシャスの建設

7番艦の艦名は、当初エジンコート（Agincourt）とされていたが、イギリス海軍は2025年1月26日にアキリーズ（Achilles）へ改名すると発表した。イギリス海軍は改名理由を明示していないが、BBCは、1415年のアジャンクールの戦いに由来するエジンコートは、フランスへの不必要な挑発につながることが懸念されたためと報じている。

## 登場作品
『ザ・ラストシップ』
シーズン2第5話より、架空のアスチュート級原子力潜水艦「アキレス」が登場。主人公たちが乗る架空のアーレイ・バーク級駆逐艦「ネイサン・ジェームズ」と戦闘を繰り広げる。